# Route nationale 17B (Maroc)
La Route nationale 17B, ou N17B, est une route nationale marocaine, reliant Es-Semara à Amgala, en passant par Lamghadir.